# The Engineer's Romance
The Engineer's Romance è un cortometraggio muto del 1910 diretto da Edwin S. Porter su una sceneggiatura di Bannister Merwin.

## Trama
Il giovane macchinista Jim Black è innamorato di Mary, la telegrafista di Clay Junction. Un giorno che la ragazza resta sola in stazione con le sorelline, un gruppo di malviventi cerca di approfittare della situazione per scassinare la cassaforte. Però Mary, messa in sospetto, l'ha bloccata. In stazione arriva Jim: lei gli confida le sue paure, ma lo straniero che l'ha messa in allarme se ne è andato. Rassicurata la ragazza, Jim riparte per la vicina Rockland Siding. Vedendo che la via è libera, i ladri ritornano, ma la stazione è sbarrata dall'interno. Senza scoraggiarsi, usano il piede di porco. Mary, disperata, invia un messaggio di aiuto, poi cerca riparo con le bambine sul piano alto dell'edificio, chiudendosi ogni porta alle spalle. A Rockland Siding, Jim riceve il messaggio di soccorso e chiede per il suo treno il diritto di passaggio per Clay Junction. Mentre Jim parte nella sua missione di soccorso, Mary è impegnata per impedire ai ladri, che cercano di catturarla perché è l'unica che conosce la combinazione della cassaforte, di catturarla.

## Produzione
Il film fu prodotto dalla Edison Manufacturing Company.

## Distribuzione
Distribuito dalla Edison Manufacturing Company, il film - un cortometraggio di 205 metri - uscì nelle sale cinematografiche statunitensi il 7 gennaio 1910. Nelle proiezioni, veniva programmato con il sistema dello split reel, accorpato in un'unica bobina con un altro cortometraggio prodotto dalla Edison, Ashes.